# Menhir d'Essertes-Auboranges
Le menhir d'Essertes-Auboranges, connu également sous le nom de Pierre du dos à l'âne, est un mégalithe datant de l'Âge de pierre ou de l'Âge du bronze situé sur le territoire d'Essertes, dans le canton de Vaud, en Suisse.
Il est considéré comme le plus haut menhir de la Confédération.

## Situation
Le menhir se situe sur la frontière entre les cantons de Vaud et de Fribourg, entre Essertes et Auboranges ; il se dresse à proximité du Chemin du Rosay et de la Route du Menhir.

## Description
Daté de 4 500 à 1 500 av. J.-C., le menhir a une hauteur de 5,60 m et un poids d'environ 25 tonnes,. Son sommet forme une pointe.
Pendant longtemps, le monolithe était en position couché, partiellement enfoui, et était considéré comme un vulgaire bloc erratique ; dans les années 1990, il fut étudié par les archéologues et redressé à son emplacement actuel.